# 8 (album av Bo Kaspers orkester)
8 är det åttonde studioalbumet av Bo Kaspers orkester, utgivet 24 september 2008 på Sony/Columbia. Det självproducerade albumet, som uppnådde andra placering på svenska albumlistan, är inte lika jazzinfluerat som gruppens tidigare skivor. Albumet nådde under oktober samma år andra placeringen på Grammonfonleverantörernas sammanställning över skivförsäljningen i Sverige.
Första och enda singeln, "Innan allt försvinner", utgavs 11 september och hamnade på plats 23 på svenska singellistan. Bandet begav sig därefter ut på turné. Avslutningsspåret, "Tack för konserten (din jävel)", är en hyllning till Håkan Hellström som sångaren Bo Kasper skrev efter att han hade sett honom spela på en konsert i Visby. Bo Kasper kommenterade låtskrivandet till Expressen: "Jag sprang hem och låste in mig på mitt rum och sa till min familj att de inte fick störa mig förrän jag kommer ut. Tjugo effektiva minuter senare var låten klar."

## Låtlista
All musik av Bo Kaspers orkester; textförfattare inom parentes.
1. "Stunder som den här" (Tomas Andersson Wij) – 4:58
2. "Innan allt försvinner" (Bo Kasper) – 4:28
3. "Dom tar dig ifrån mig" (Bo Kasper/Andreas Mattsson) – 3:23
4. "Brev" (Bo Kasper) – 4:21
5. "Så enkelt" (Bo Kasper) – 3:39
6. "November" (Bo Kasper) – 4:23
7. "Det blir bättre sen" (Andreas Mattsson) – 4:28
8. "Människor är djur" (Bo Kasper) – 4:08
9. "Jag fann en bok" (Bo Kasper) – 2:55
10. "Tack för konserten (din jävel)" (Bo Kasper) – 5:07
11. iTunes Bonusspår: "Vad ska du heta?" – 3:13
12. iTunes Bonusspår: "Innan allt försvinner" (Havanna Version) – 3:55
13. iTunes Bonusspår: "November" (demo) – 3:35
14. iTunes Bonusspår: "Människor som ingen vill se" (Phat Fabe & MF Remix) – 3:42

## Medverkande
Bo Kaspers orkester
- Bo Kasper - sång, gitarr
- Michael Malmgren - bas
- Fredrik Dahl - trummor
- Mats Schubert - keyboard, gitarr

Övriga musiker
- Peter Asplund - trumpet (spår: 1, 4, 8)
- Goran Kajfes - trumpet (spår: 10)
- Per "Ruskträsk" Johansson - saxofon
- Mattias Blomdahl - gitarr
- Niklas Gabrielsson, Frida Örn, David Nyström - kör
- Bo Kasper, Jan Isaksson, Hanna Göran, Per Sporrong, Christian Bergqvist, Torbjörn Bernhardsson, Jannika Gustafsson, Anette Manheimer - fiol
- Åsa Karlsson, Ann-Christin Ward, Hans Åkesson - altfiol
- Jana Boutani, Kati Raitinen - cello

## Listplaceringar
| Lista (2008-2009) | Topplacering |
| ----------------- | ------------ |
| Finland           | 14           |
| Norge             | 6            |
| Sverige           | 2            |